# 헨드릭 하멜

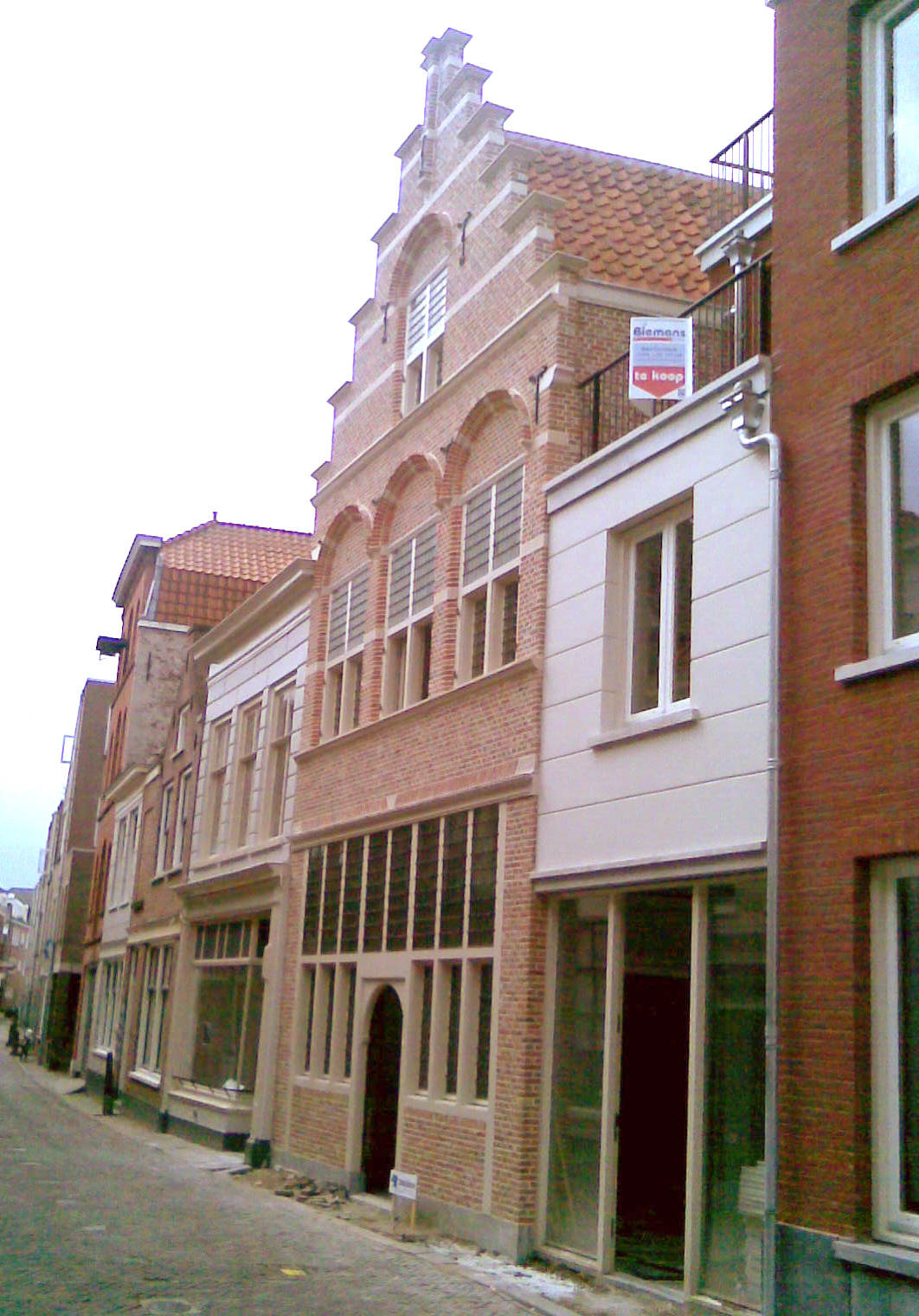
Hendrik Hamelhuis, 호린험

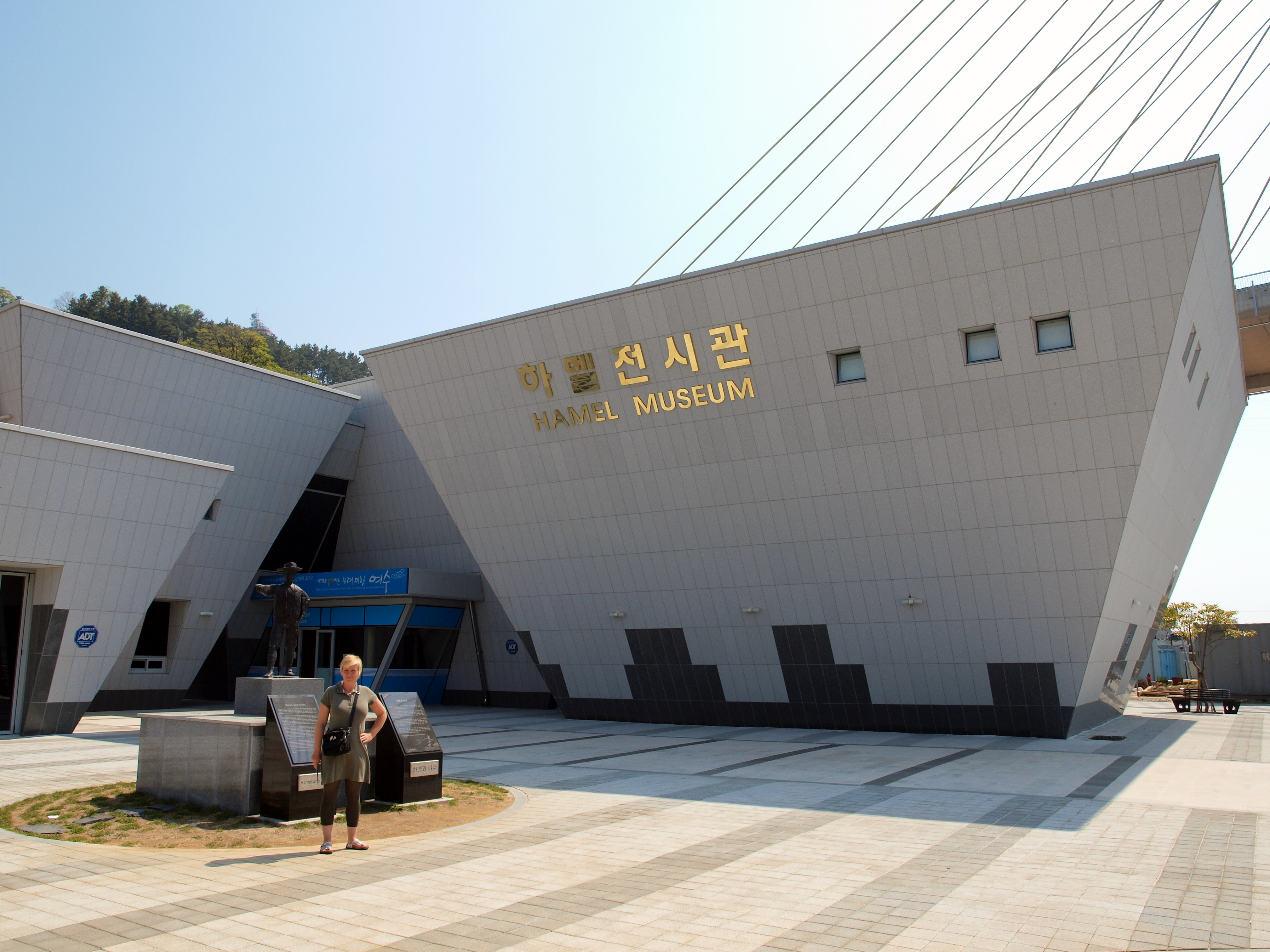
대한민국 여수에 있는 하멜전시관

헨드릭 하멜(네덜란드어: Hendrik Hamel, 1630년 8월 20일 ~ 1692년 2월 12일)은 네덜란드 동인도 회사(네덜란드어: Verenigde Oostindische Compagnie, VOC) 소속 선원이자 서기이다. 국적은 네덜란드이며 호린험 출신이다. 1653년에서 1666년까지 조선에 억류당했다.

## 조선 체류

### 제주도
1653년 스페르베르('De Sperwer'/'the Sparrowhawk', 네덜란드어로 새매)호를 타고 일본 나가사키로 향하던 중, 제주도 인근 해역에서 폭풍을 만나 제주도 해안에 좌초한다. 이때 버려진 배를 이용해 탈출하려 했으나 돛대가 부러져 무산된다. 당시 조선 효종 명으로 이 사람들은 한양으로 즉시 압송되었다.

### 박연과 조우
한양에서 하멜과 비슷한 경로로 조선에 표류하여 훈련도감 근무자로서 귀화한 박연(얀 반스 벨테브레) 통역을 이용하여 국왕을 호위하는 부대원으로서 체류는 허락받았으나 일본이나 중국 등을 이용해 귀국은 "조선에서는 이방인을 외부에 보내지 않는다"라면서 금지했다. 이 사람들은 한양에 체류하였으나 조정에 감시받았다.

### 두 번째 탈출 계획
두 번째 탈출 계획은 조선에 온 청 사신에게 호소하여 국외로 탈출하려는 계획이였다. 사건 전모인즉 헨드릭 얀스와 헨드릭 얀스 보스는 네덜란드어로 호소했으나 청 사신과 대화가 불가능해서 실패하였다. 두 번째 탈출 계획 실패를 두고서 하멜은 일본 관리 심문에서 사신이 국왕에게 매수되었기 때문이라 설명하였다.

### 분산
조선 효종이 죽은 1659년 후 현종 1년에서 3년 닥친 식량난 때문에 그 사람들은 각각 분산되어 남원, 순천, 좌수영 이 세곳에 보내져 7년간 억류당했다.

### 일본으로 탈출
심각한 식량난과 일부 관리 학대에 시달리던 22명 중, 하멜을 포함한 헨드릭 하멜, 호버트 데니슨, 마테우스 에보켄, 얀 피터슨, 헤릿 얀슨, 코넬리스 데릭스, 베네딕투스 클레르크, 데니스 호버첸은 어선을 타고 탈출하여 일본 나가사키 데지마에 도착하였으니 이때가 1666년이었다. 이 사람들은 일본 관리에게 심문받은 후, 약 1년간 체류했다. 1년간 체류한 이유는 조선과 일본 사이 외교 분쟁이 벌어졌기 때문이었다.

### 고향
그러다 고향을 떠난 지 13년 만인 1668년 바타비아(지금의 인도네시아 자카르타)를 거쳐 네덜란드에 귀국한 하멜과 동료들은 소속 회사인 네덜란드 동인도회사에 조선과 일본에서 지낸 12년간 받지 못한 임금을 달라고 요구하여 보상금을 받았다. 이때 하멜은 정식 보고서인 1653년 바타비아발 나가사키행 스페르베르호의 불행한 항해일지를 회사에 제출했는데 이 문서가 《하멜표류기》이다. 하멜은 평생 《하멜표류기》와 《조선왕국기》를 남겼다. 이후 하멜은 인도로 항해하기도 하였으나 평생 독신으로 살았다는 정보 외에는 이후 생활은 미상이다.

## 하멜 표류기
하멜의 14년간에 걸친 억류 기록인 《난선 제주도 난파기》(蘭船濟州道難破記)는 부록 《조선국기》와 통칭해서 《하멜 표류기》로 많이 알려져있다. 네덜란드어 원제는 《Journal van de Ongeluckige Voyagie van 't Jacht de Sperwer(바타비아발 일본행 스페르베르호의 불행한 항해일지)》이다.
문맹이었던 선원 대다수와 달리, 하멜은 유일하게 글을 교육받은 서기라 조선에서 억류당해 체험한 사건을 날짜, 마을 이름, 거리, 언어 등 상세히 기록할 수 있었고 기록은 네덜란드 동인도 회사에 소속된 피고용인으로서 하멜의 일이었다. 하멜이 남긴 기록은 《하멜표류기》와 《조선왕국기》로 나뉘어 세상에 나왔는데 조선의 정치·외교·교육·종교·문화·사회상·언어를 대상으로 서구인 시각에서 당시 조선을 살필 수 있는 귀중한 자료다. 그 후 네덜란드 동인도 회사는 《하멜표류기》를 근거로 조선에서 무역을 계획하였으나 일본 반대 때문에 포기하였다. 한국어판은 서해문집에서 펴낸  《하멜표류기》가 있다. 번역은 물론 각주도 있어서 읽기 좋도록 편집하였다.

## 현재

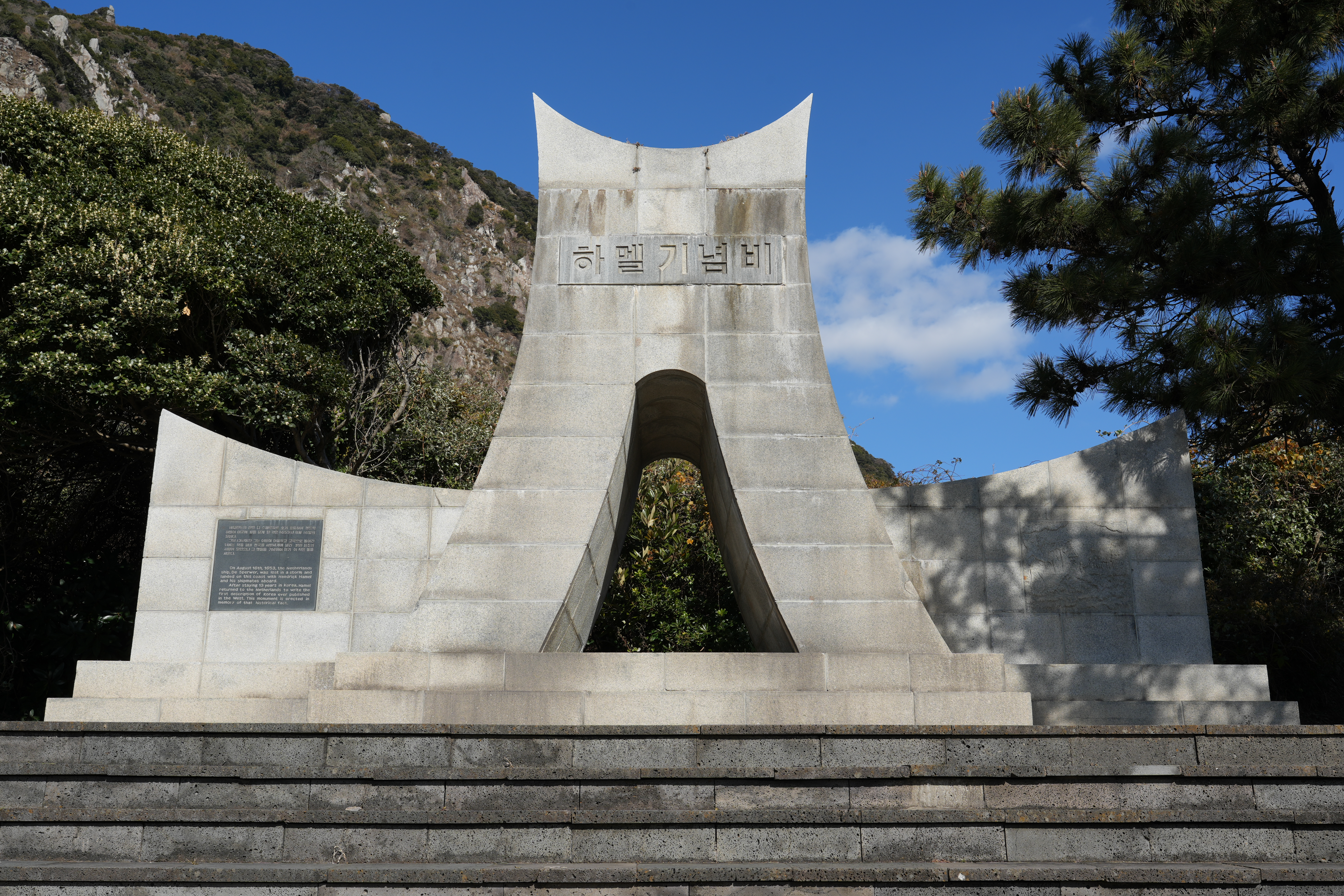
제주도에 위치한 하멜 기념비

하멜과 조선 인연을 두고서 최근까지 네덜란드에서 많이 아는 사람이 없었으나 2002년 FIFA 월드컵을 이용해 유명해진 축구 감독 거스 히딩크가 네덜란드에 소개되면서 하멜도 알려졌다. 하멜 고향 호린헴에서는 하멜 동상이 세워졌고 하멜이 조선에 억류당해 7년간 체류했다고 알려진 전라남도 강진군에도 하멜 기념관이 2007년 8월경에 완공되었으며, 일본 나가사키시에도 하멜 기념관이 있다. 대한민국 언론 회사에서는 한국방송의 다큐멘터리 〈KBS스페셜〉에서 서양인 배우 재연극과 네덜란드에서 취재로 하멜의 조선에서의 억류 생활과 귀국 후 생활을 보도하였다. 2003년에는 국립제주박물관에서 《하멜표류기》 육필 원고 원본을 공개하였고 현 서귀포시인 당시 남제주군에서도 20억 원을 들여 길이 36.6m 높이 11m 규모 당시 네덜란드 항해용 상선을 85% 규모로 축소해 제작하여 하멜의 제주도 표류 350주년을 기념하였다.

## 같이 보기
- 박연
- 윌리엄 애덤스
- 표해록
  - 표해록 (최부)
  - 표해록 (장한철)
- 표해일록 - 김대황의 안남국(베트남) 표류기
- 표해시말 - 문순득의 여송국(필리핀) 표류기